# Open di Francia 2023 - Doppio maschile in carrozzina
Alfie Hewett e Gordon Reid sono i campioni in carica. Si confermano campioni, per la quarta volta consecutiva, battendo Martin de la Puente e Gustavo Fernández con il punteggio di 7–6(9), 7-5.

## Teste di serie
1.    Alfie Hewett /  Gordon Reid (campioni)
  2.    Martín de la Puente /  Gustavo Fernández (finale)

## Tabellone

### Legenda
| - Q = Qualificato - WC = Wild card - LL = Lucky loser | - ALT = Alternate - SE = Special Exempt - PR = Protected Ranking | - w/o = Walkover - r = Ritirato - d = Squalificato |

|  | Quarti di finale | Quarti di finale                      | Quarti di finale                      | Quarti di finale | Quarti di finale |  |  | Semifinali | Semifinali                            | Semifinali                            | Semifinali                            | Semifinali                            |    |   | Finale | Finale                   | Finale                   | Finale | Finale |  |
|  |                  |                                       |                                       |                  |                  |  |  |            |                                       |                                       |                                       |                                       |    |   |        |                          |                          |        |        |  |
|  | 1                | Alfie Hewett Gordon Reid              | Alfie Hewett Gordon Reid              | 6                | 7                |  |  |            |                                       |                                       |                                       |                                       |    |   |        |                          |                          |        |        |  |
|  |                  | Frédéric Cattanéo Casey Ratzlaff      | Frédéric Cattanéo Casey Ratzlaff      | 2                | 5                |  |  | 1          | Alfie Hewett Gordon Reid              | Alfie Hewett Gordon Reid              | 6                                     | 6                                     |    |   |        |                          |                          |        |        |  |
|  |                  | Maikel Scheffers Ruben Spaargaren     | Maikel Scheffers Ruben Spaargaren     | 1                | 5                |  |  |            | Joachim Gérard Tokito Oda             | Joachim Gérard Tokito Oda             | 2                                     | 2                                     |    |   |        |                          |                          |        |        |  |
|  |                  | Joachim Gérard Tokito Oda             | Joachim Gérard Tokito Oda             | 6                | 7                |  |  |            |                                       |                                       |                                       |                                       |    |   | 1      | Alfie Hewett Gordon Reid | Alfie Hewett Gordon Reid | 7      | 7      |  |
|  |                  | Tom Egberink Alexander Cataldo        | Tom Egberink Alexander Cataldo        | 0                | 1                |  |  |            |                                       | 2                                     | Martín de la Puente Gustavo Fernández | Martín de la Puente Gustavo Fernández | 69 | 5 |        |                          |                          |        |        |  |
|  |                  | Stéphane Houdet Takashi Sanada        | Stéphane Houdet Takashi Sanada        | 6                | 6                |  |  |            | Stéphane Houdet Takashi Sanada        | Stéphane Houdet Takashi Sanada        | 3                                     | 3                                     |    |   |        |                          |                          |        |        |  |
|  |                  | Daisuke Arai Takuya Miki              | Daisuke Arai Takuya Miki              | 1                | 63               |  |  | 2          | Martín de la Puente Gustavo Fernández | Martín de la Puente Gustavo Fernández | 6                                     | 6                                     |    |   |        |                          |                          |        |        |  |
|  | 2                | Martín de la Puente Gustavo Fernández | Martín de la Puente Gustavo Fernández | 6                | 7                |  |  |            |                                       |                                       |                                       |                                       |    |   |        |                          |                          |        |        |  |